# Der einzige Überlebende
Der einzige Überlebende (Originaltitel: Hero Worship) ist die elfte Folge der fünften Staffel der US-amerikanischen Science-Fiction-Fernsehserie Raumschiff Enterprise – Das nächste Jahrhundert. Sie wurde in den Vereinigten Staaten über Syndication vermarktet und erstmals am 27. Januar 1992 auf verschiedenen Fernsehsendern ausgestrahlt. In Deutschland war sie zum ersten Mal am 13. April 1994 in einer synchronisierten Fassung auf Sat.1 zu sehen.

## Handlung
Im Jahr 2368 bei Sternzeit 45397.3 ist die Enterprise auf der Suche nach dem vermissten Raumschiff Vico, zu dem während der Erforschung eines schwarzen Schwarms der Kontakt abgebrochen ist. Die Enterprise findet das Schiff stark beschädigt im All treibend. Ein Außenteam stellt fest, dass alle Besatzungsmitglieder außer einem Jungen tot sind. Dieser liegt eingeklemmt unter einem Metallträger. Der zweite Offizier Data, ein Android mit übermenschlichen Kräften, kann ihn befreien und auf die Enterprise bringen.
Aus den Aufzeichnungen der Vico geht hervor, dass der Junge Timothy heißt und seine Eltern zu den toten Besatzungsmitgliedern gehören. Timothy gibt an, die Vico sei von einem fremden Raumschiff angegriffen und geentert worden. Chefingenieur La Forge stellt fest, dass die Vico aus nächster Nähe von einem elektromagnetischen Impuls getroffen wurde, der vielleicht von einem getarnten Schiff abgefeuert worden sein könnte. Er findet allerdings keine Hinweise darauf, dass an Bord ein Feuergefecht stattgefunden hätte. Die Mannschaft der Enterprise versucht, dem traumatisierten Jungen wieder ein normales Leben zu ermöglichen. Er besucht die Schule des Schiffs, doch dort hat er Probleme, dem Unterricht zu folgen, und zeigt stattdessen eine Obsession mit dem Bau eines Tempelmodells. Damit ist er immer noch beschäftigt, als Data ihn in seinem Quartier besucht. Timothy hat gewisse Schwierigkeiten damit, den Bau fertigzustellen. Data gelingt es in Windeseile, ihn zu beenden. Timothy ist davon sehr beeindruckt, woraufhin Data ihm erklärt, er sei konstruiert worden, um menschliche Leistungen zu übertreffen. Im Gegenzug fehlt ihm allerdings die Fähigkeit, Gefühle zu empfinden. Timothy fasst Vertrauen zu Data und aufgrund seines Traumas wirkt Datas Emotionslosigkeit sehr reizvoll auf ihn. Nachdem Data gegangen ist, beginnt Timothy damit, ihn zu imitieren.
Schiffsberaterin Troi bemerkt, dass Timothy die Imitation sehr ernst nimmt und ganz in der Rolle eines Androiden aufgeht. Sie hält dies für eine gute Möglichkeit der Traumabewältigung und bittet Data, den Jungen zu unterstützen. Data lässt ihn an seinem normalen Tagesablauf teilhaben. Timothy bleibt in seiner Rolle, doch gelegentlich dringt seine menschliche Natur durch, etwa als er Data nach einem furchteinflößenden Erlebnis fragt oder als er ein Dessert genießt und von Data erfahren muss, dass auch Genuss ein für ihn fremdes Gefühl ist. Die gemeinsame Zeit mit Data scheint Timothy zu helfen. In der Schule fügt er sich jetzt besser ein, doch Troi glaubt, dass er Datas Unterstützung noch eine Weile benötigen wird.
Um den Vorfall auf der Vico aufzuklären, beschließt Captain Picard, den schwarzen Schwarm genauer zu untersuchen. Gravitationswellen machen die Navigation in seinem Inneren allerdings sehr schwierig. Die Sensorenstrahlen der Enterprise werden von den Gravitationswellen zerstreut, ebenso Phaserstrahlen. Data stellt fest, dass die Waffen eines angreifenden Schiffs in gleicher Weise beeinträchtigt wären, ebenso eine Tarnvorrichtung. Es erscheint daher äußerst unwahrscheinlich, dass die Vico angegriffen wurde. Picard möchte daher noch einmal mit Timothy reden und bittet ihn zusammen mit Data und Troi in seinen Bereitschaftsraum. Nachdem Data ihn daran erinnert, dass Androiden nicht lügen, gesteht Timothy, dass es kein fremdes Schiff und keinen Entertrupp gab, sondern dass er für den Tod der anderen Besatzungsmitglieder verantwortlich sei. Er erklärt, dass eine Erschütterung durch die Vico ging. Dabei verlor er das Gleichgewicht und traf mit seinem Arm eine Computerkonsole, wodurch es zu Explosionen auf dem Schiff kam. Data, Troi und Picard können Timothy beruhigen: Es gibt Sicherheitsvorkehrungen dagegen, dass eine Konsole durch unabsichtliche Berührungen bedient werden kann. Er ist nicht für die Explosionen verantwortlich, sondern diese fielen nur zufällig mit seinem Straucheln zusammen.
Die eigentliche Ursache für den Vorfall bleibt damit aber weiter unklar. Timothys Befragung wird unterbrochen, als plötzlich eine Erschütterung durch die Enterprise geht. Timothy meint, genauso habe es auch auf der Vico angefangen. Eine Gravitationswellenfront bewegt sich auf die Enterprise zu. Picard lässt die Schutzschilde verstärken. Da die Wellenintensität weiter wächst, will er schließlich Energie aus dem Warp-Antrieb in die Schilde umleiten lassen. Timothy ist sich sicher, dass die Offiziere auf der Vico die gleiche Idee hatten. Data führt eine Analyse durch und drängt darauf, die Schilde sofort zu deaktivieren. Picard befolgt seinen Rat und die Wellen schwächen sich sofort ab. Data erklärt, dass die Schilde für den Anstieg der Wellenintensität verantwortlich sind und ihre Verstärkung der Grund für Schäden auf der Vico war.
Timothy akzeptiert inzwischen wieder, dass er ein Mensch ist, und möchte von Data wissen, ob sie dennoch Freunde bleiben können. Data erwidert, dass er sich geehrt fühlen würde, ihn zu seinen Freunden zu zählen.

## Verbindungen zu anderen Star-Trek-Produktionen
Timothys Schulklasse singt hier das Lied Row, Row, Row Your Boat, das auch schon im Spielfilm Star Trek V: Am Rande des Universums gesungen wurde.
In Folge 2.08 (Ich, Excretus) der animierten Serie Star Trek: Lower Decks von 2021 kommt ein Holodeck-Programm mit der Bezeichnung Hero Worship vor, bei dem es sich wohl um eine Anspielung auf den Originaltitel handelt, da auch weitere Holodeck-Programme Anspielungen auf klassische Star-Trek-Folgen sind.

## Produktion
Während der Dreharbeiten zu dieser Episode starb Star-Trek-Schöpfer Gene Roddenberry.

### Drehbuch
Von Data nach einem traumatischen Erlebnis gefragt, antwortet La Forge, dass er als Kind einmal von seinen Eltern aus einem Feuer gerettet werden musste. Diese Erinnerung La Forges war ursprünglich für die nächste Folge 5.12 (Geistige Gewalt) gedacht gewesen.

### Darsteller
Joshua Harris, der hier Timothy spielt, war in den späten 1980er und frühen 1990er Jahren als Kinderdarsteller in verschiedenen Fernsehserien und -filmen aktiv. Der einzige Überlebende war seine vorletzte Produktion. 1992 beendete er seine Schauspielkarriere. Seit 2003 ist er als Produzent und Regisseur von Musikvideos und Making-of-Material tätig.
Harley Venton, der hier den Transportertechniker Fähnrich Hutchinson spielt, hatte zuvor bereits in Folge 5.04 (Fähnrich Ro) von Raumschiff Enterprise – Das nächste Jahrhundert einen weiteren Transportertechniker namens Fähnrich Collins gespielt.

### Modelle
Die Vico ist ein Raumschiff der Oberth-Klasse. Das Modell für diese Schiffsklasse wurde für den Spielfilm Star Trek III: Auf der Suche nach Mr. Spock angefertigt. Es war dort als USS Grissom zu sehen und wurde in Raumschiff Enterprise – Das nächste Jahrhundert und Star Trek: Deep Space Nine für die Darstellung mehrerer weiterer Schiffe der Oberth-Klasse wiederverwendet. Da die Vico starke äußere Beschädigungen aufweisen sollte, konnte das Originalmodell hier nicht verwendet werden und es musste stattdessen ein zweites angefertigt werden.

## Rezeption
Keith DeCandido bewertete Der einzige Überlebende 2012 auf tor.com als eine durchschnittliche Folge von Raumschiff Enterprise – Das nächste Jahrhundert, von der erstaunlich wenig in Erinnerung bleibe. Er kritisierte unter anderem, dass das Drehbuch es nicht schaffe, eine spannende Gefahr heraufzubeschwören, und stattdessen ganz auf pseudowissenschaftliches Technobabble setzt, was später für viele Folgen der Nachfolgeserie Star Trek: Raumschiff Voyager symptomatisch werden sollte. Patrick Stewarts Regiearbeit fand DeCandido leblos und auch Joshua Harris’ Schauspielleistung sei, abgesehen von seiner gelungenen Imitation von Datas Kopfbewegungen, wenig überzeugend.